# Carpella pura
Carpella pura là một loài bướm đêm trong họ Geometridae.